# Sorelle minime della carità di Maria Addolorata
Le Sorelle Minime della Carità di Maria Addolorata sono un istituto religioso femminile di diritto pontificio, conosciute anche come Istituto Campostrini: le suore di questa congregazione pospongono al loro nome la sigla I.C.

## Storia
Il monastero di clausura delle Sorelle Minime della Carità di Maria Addolorata fu fondato nel 1818 da Teodora Campostrini nella chiesa di San Massimo a Verona.
Nel 1821 il monastero fu trasferito in via Santa Maria in Organo, dove furono eretti anche una scuola, un oratorio e dei laboratori.
La Campostrini diede alle sue sorelle la regola di sant'Agostino e delle costituzioni basate su quelle di san Francesco di Sales: il monastero fu approvato da papa Gregorio XVI con breve del 1833 e nell'aprile 1848 papa Pio IX dichiarò l'istituto ordine religioso di voti solenni.
Per potersi dedicare meglio all'apostolato, le sorelle decisero di rinunciare alla clausura papale (tolta con rescritto del 13 agosto 1921): l'abolizione della clausura segnò l'inizio di un periodo di espansione per la congregazione, che aprì numerose filiali in varie località d'Italia.
Le nuove costituzioni furono approvate dalla Santa Sede nel 1940 e, definitivamente, nel 1956.

## Attività e diffusione
Le suore si dedicano all'educazione della gioventù in scuole, convitti universitari e centri di pastorale, all'assistenza agli anziani nelle case di riposo, al lavoro nelle missioni.
Oltre che in Italia, sono presenti in Romania; la sede generalizia è a Verona.
Alla fine del 2008 la congregazione contava 96 religiose in 9 case.